# Nom du Canada
 (octobre 2016).

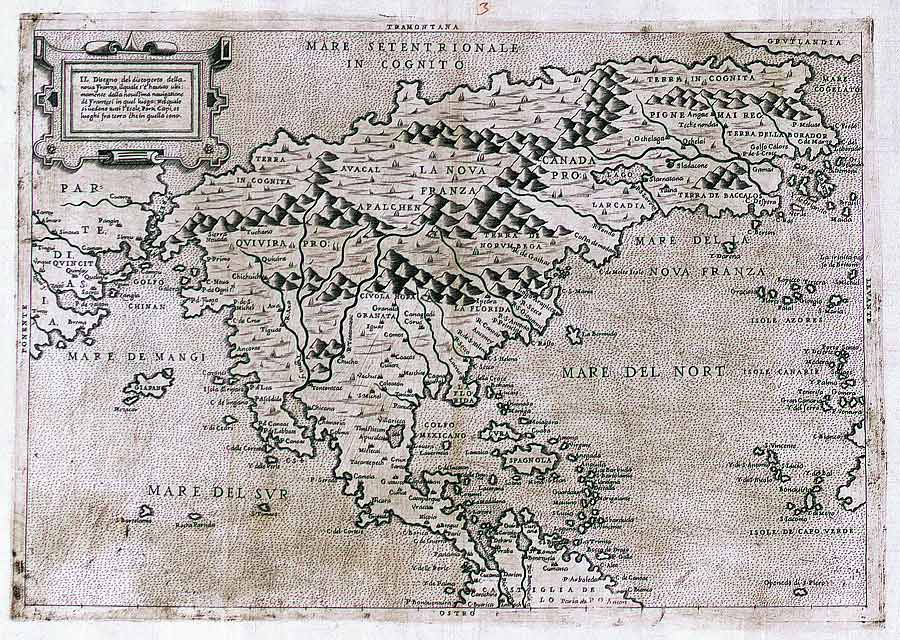
Vers 1566, l'une des premières cartes de l'Amérique du Nord à comporter le nom Canada (dans le coin supérieur droit).

Le nom du Canada est employé dès l'établissement des premières colonies européennes sur les lieux. Ce nom, qui signifie « village », provient d'une langue autochtone, probablement de l'iroquois ou du wendat kanata.
Le nom Canada est prononcé [kanadɑ] en français québécois standard, mais [kanadɔ] en français québécois populaire, ce que l'on transpose [kanada] en français hexagonal standard, dans lequel la distinction entre les phonèmes /a/ et /ɑ/ est généralement perdue. En anglais, la prononciation [ˈkʰænədə] ou [ˈkʰænədɐ] est généralement employée. En inuktitut, l'une des langues officielles du Nunavut, le nom du pays se prononce [kanata], ce qui est transcrit ᑲᓇᑕ dans l'alphasyllabaire, translittéré Kanata en alphabet latin.
Au début de la colonie française, établie le long du fleuve Saint-Laurent et sur la côte nord des Grands Lacs, le lieu était appelé Nouvelle-France. Par la suite, le lieu devient deux colonies britanniques, appelées Haut-Canada et Bas-Canada jusqu'à l'Acte d'Union qui en fit la Province du Canada en 1841. En 1867, avec la Confédération, le nom Canada fut officiellement adopté pour le nouveau Dominion, qui était couramment appelé Dominion du Canada jusqu'à la Seconde Guerre mondiale.

## Étymologie
Le nom Canada trouve ses origines vers 1535 avec le mot laurentien Kanata qui signifie « village », « implantation, », ou « terre » ; une autre traduction contemporaine était « agrégat d'habitations ». Le laurentien, parlé au XVIe siècle par les habitants de Stadaconé et des régions environnant l'actuelle ville de Québec, partageait de nombreuses similitudes avec d'autres dialectes iroquois, comme l'oneida et le mohawk. Dans le mohawk contemporain par exemple, le mot kaná:ta' signifie « ville ». Jacques Cartier transcrit le mot par « Canada » et fut le premier à utiliser le mot pour se référer non seulement au village de Stadaconé, mais aussi aux régions environnantes et au fleuve Saint-Laurent, qu'il appela rivière de Canada. À partir de 1545, les livres et les cartes européens commencèrent à désigner cette région comme le Canada.
Ainsi, les récits de voyage de 1535/1536 considèrent que Hochelaga et Canada sont autrement dit Nouvelle France.

## Après la conquête de la Nouvelle-France

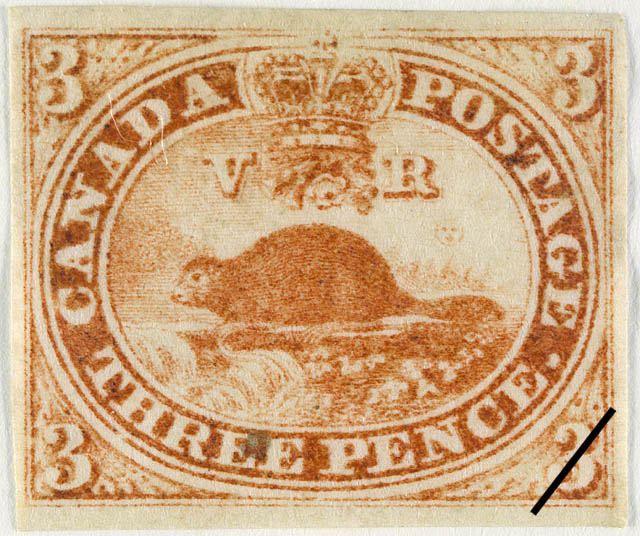
Timbre postal de la Province du Canada de 1851, le « Castor de trois pence ».

Après la conquête britannique de la Nouvelle-France (incluant la cession de la colonie française du Canada) en 1763, la colonie est renommée en Province de Québec. À la suite de la révolution américaine et de l'afflux de Loyalistes au Québec, la colonie est divisée le 26 décembre 1791 en deux entités : le Haut et le Bas-Canada, parfois appelés collectivement « Les Canadas », première fois que le nom « Canada » est utilisé officiellement.
Alors que Jacques Cartier employait le terme « Canadien » pour faire référence aux résidents iroquois de la colonie, le terme a ensuite été appliqué aux sujets français nés au Canada, puis aux habitants des deux colonies.
En 1841, le Haut et le Bas-Canada sont réunis en une seule colonie, la Province du Canada, sur une décision basée sur les recommandations du rapport Durham.

## Le choix du nom Canada
Aux conférences tenues à Londres pour déterminer le type de confédération qui unirait la Province du Canada (Ontario et Québec d'aujourd'hui), la Province du Nouveau-Brunswick et la Province de Nouvelle-Écosse, une délégation de ces mêmes Nouvelle-Écosse et Nouveau-Brunswick ont proposé le nom de Canada en février 1867, qui a été accepté à l'unanimité par les autres délégués. Il semble n'y avoir eu que peu de discussions, bien que d'autres noms furent proposés.

### Autres propositions de noms
Alors que les délégués des provinces ont passé peu de temps, si ce n'est aucun, à approuver le terme « Canada » comme nom de ce nouveau pays, d'autres ont proposé de nombreux autres noms :
- Anglia – Pour honorer la principale religion des protestants britanniques
- Albionoria – « L'Albion du Nord »
- Borealia – du terme latin « borealis » pour « septentrional » ; à opposer à l'Australie
- Cabotia – en l'honneur de l'explorateur italien Jean Cabot, qui a exploré la côte Est du Canada pour l'Angleterre
- Colonia
- Efisga – un acronyme de « English, French, Irish, Scottish, German, Aboriginal », c'est-à-dire « Anglais, Français, Irlandais, Écossais, Allemand, Aborigène »
- Hochelaga – un ancien nom de Montréal
- Laurentia
- Mesopelagia – « la terre entre les mers »
- New Albion
- Norland
- Superior
- Tuponia – d'après le sigle de l'expression « The United Provinces Of North America » (Provinces unies d'Amérique du Nord)
- Transatlantica
- Ursalia – « la terre des ours »
- Vesperia – « la terre de l'étoile du soir »
- Victorialand – en l'honneur de la reine Victoria

Walter Bagehot du journal The Economist à Londres a avancé que cette nouvelle nation devrait s'appeler « Northland » ou « Anglia » au lieu de Canada. À propos de ces noms, l'homme d'État Thomas D'Arcy McGee a dit, « Maintenant je voudrais demander à un des honorables membres du Parlement comment il réagirait s'il se réveillait un bon matin et se retrouverait être un Tuponian ou un Hochelegander au lieu d'un Canadien ? »

## Adoption du nomDominion
Durant la conférence de Charlottetown de 1864, John A. Macdonald, qui devint plus tard le premier Premier ministre du Canada, désirait « fonder une grande monarchie britannique », en lien avec l'Empire britannique. Il utilisait, dans le quatrième brouillon de l'Acte de l'Amérique du Nord britannique, le nom Royaume du Canada. Dans ce texte, on pouvait y lire :
Le mot « Parlement » devrait représenter la Législature ou Parlement du Royaume du Canada.
Le mot « Royaume » devrait représenter et comprendre les Provinces Unies de l'Ontario, du Québec, de la Nouvelle-Écosse et du Nouveau-Brunswick.
Les mots « Conseil Privé » devraient représenter de tels gens qui pourraient, de temps à autre, être désignés par le Gouverneur Général et invités à aider et conseiller le Gouvernement du Royaume.
Les fondateurs du Canada, menés par Sir John A. Macdonald, ont souhaité que leur pays soit nommé Royaume du Canada, pour « fixer les bases monarchiques de sa constitution ». Le gouverneur général de l'époque, le Vicomte Monck, a approuvé le choix de désigner le Canada comme un royaume, mais les officiels du Bureau des Colonies de Londres se sont opposés à cette référence potentiellement « prématurée » et « prétentieuse » d'un nouveau pays.